# Riu Sanzu

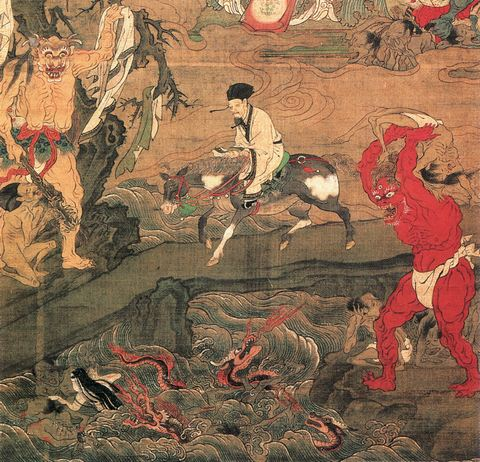
El riu Sanzu en una representació del segle XV.

El riu Sanzu (en japonès, 三途の川, Sanzu-no-kawa; literalment, riu dels tres creuaments) és un riu mitològic de la tradició budista japonesa; és similar al riu Huang Quan de la mitologia xinesa, al Vaitarani de la mitologia hindú o a l'Estígia de la mitologia grega. Aquesta tradició, originària de la Xina, va esdevenir popular al període Heian i va romandre popular fins al període Kamakura.
Segons la tradició, abans d'arribar al més enllà, les ànimes dels difunts han de travessar el riu per un dels tres punts de creuament: un pont, un gual i un punt d'aigües profundes plagades de serps. El pes dels pecats comesos per la persona durant la seva vida determinarà quin dels tres camins haurà de prendre. Abans de travessar el riu, l'ànima es troba amb dos dimonis, una dona i un home; la dona treu la roba al difunt per tl de pesar-la en una balança que determinara el pes dels seus pecats. També es creia que s'havien de pagar sis mons per tal que una ànima pogués travessar el riu, una creença que es veié reflectida als funerals japonesos, on el difunt s'enterrava amb les monedes necessàries per a fer el pagament. També hi havia la creença, com a mínim al període Heian, que quan una dona moria, l'esperit del seu primer amor l'ajudava a travessar el riu. Popularment es creu que el riu Sanzu es troba al mont Osore, una àrea remota de la prefectura d'Aomori, al nord del Japó.
Un concepte similar al del sanzu-no-kawa és el de sai-no-kawara (賽の河原, lit. llera de la mort), una mena de llimb entre el món dels vius i els morts per la qual les ànimes dels infants que van morir massa d'hora creuen cap al regne dels morts amb l'ajuda de Jizō, un kami o bodhisattva que ajuda les ànimes per evitar l'atenció dels oni o personatges com shozuka no baba i datsue-ba.